# Бартолди
Бартолди (пол. Bartołdy) — село в Польщі, у гміні Красне Пшасниського повіту Мазовецького воєводства.
Населення — 132 особи (2011).

## Демографія
Демографічна структура станом на 31 березня 2011 року:
|          | Загалом | Допрацездатний вік | Працездатний вік | Постпрацездатний вік |
| -------- | ------- | ------------------ | ---------------- | -------------------- |
| Чоловіки | 70      | 18                 | 49               | 3                    |
| Жінки    | 62      | 13                 | 40               | 9                    |
| Разом    | 132     | 31                 | 89               | 12                   |